# Брешиано, Марк
Марк Брешиа́но (англ. Mark Bresciano; род. 11 февраля 1980[…], Мельбурн) — австралийский и итальянский футболист, игравший на позиции атакующего полузащитника.

## Биография
Марк Брешиано вырос в районе Розанна в Мельбурне. В 1995 году он в возрасте 15-ти лет пришёл в клуб «Буллин Лайонс», он за два года в команде играл чрезвычайно редко, провёл 9 матчей и забил 4 гола, но всё же его отобрали в школьную сборную Австралии в составе которой он совершил поездку в Великобританию. В 1997 году Брешиано начал играть за сборную Австралии до 17 лет, с которой пытался квалифицироваться на молодёжный чемпионат мира, впрочем, неудачно. В конце 1997 года Брешиано пришёл в Австралийский институт спорта, там он встретился со своим давним другом Винсом Греллой, вдвоём с которым Брешиано подписал контракт с клубом «Карлтон». В новой команде Брешиано первоначально сидел в запасе, но вскоре освоился и стал твёрдым игроком основы и дошёл до финала NLS, в котором, правда, «Карлтон» проиграл. Брешиано остался в «Карлтоне» до 1999 года, проведя за клуб 28 матчей и забив 4 мяча, параллельно с этим играя за молодёжные сборные Австралии различных возрастов.
В 1999 году Брешиано и Грелла вдвоём перешли в итальянский клуб «Эмполи», которые в прошедшем сезоне вылетел в серию В. Брешиано стал твёрдым игроком основы клуба, а в сезоне 2001/02 помог команде, забив 10 мячей, вернуться в серию А, в то же время Брешиано играл за олимпийскую сборную Австралии на Олимпиаде 2000, на которой один раз вышел на замену. 1 июля 2001 года Брешиано дебютировал за первую сборную Австралии на кубке конфедераций, выйдя за 12 минут до конца встречи на замену.
Марк Брешиано: Будучи ещё маленьким ребёнком, я хотел играть в Италии. Теперь, когда я там, я навсегда хочу остаться там и быть самым успешным австралийцем, который когда-либо играл в Италии
Летом 2002 года Брешиано перешёл в клуб «Парма» за 7 млн евро, на тот момент, самую большую сумму, уплаченную за австралийского футболиста. В первом сезоне игре Брешиано помешал ряд травм, полученных австралийцем, однако он всё же помог клубу занять 5-е место в чемпионате страны. Вскоре в «Парму» перешёл и друг Грелла. В сезоне 2003/04 Брешиано стал лидером «Пармы», забив в чемпионате 10 голов, а клуб вновь стал пятым. В следующем сезоне «Парма» дошла до полуфинала кубка УЕФА, но провалила чемпионат, заняв 18-е место, после чего была вынуждена встречаться в стыковых матчах с клубом «Болонья» для сохранения «прописки» в высшей итальянской лиги, Брешиано и Грелла попросили главного тренера сборной, а они находились в её составе на кубке конфедераций, помочь команде, и помогли, Парма осталась в серии А.
В сентябре 2005 года Брешиано много играл за сборную, участвуя в квалификации к чемпионату мира, в домашнем матче с Уругваем именно гол Брешиано принёс австралийцам победу, затем уже победили уругвайцы, но в серии послематчевых пенальти победу одержала команда Австралии. В чемпионате же Италии Парма заняла 10-е место, по затем, из-за кальчополи, переместилась на место 7-е. На чемпионате мира Брешиано провёл все 4 матча, дважды был заменён и один раз вышел на замену.
После чемпионата мира Брешиано подписал 4-летний контракт с клубом «Палермо», первый сезон в новой команде Брешиано провёл полностью, но в середине его пострадал от применения полицией против болельщиков, в матче с «Катанией» слезоточивого газа, а по окончании сезона в Италии, играл за сборную в матчах кубка Азии. После возвращения с азиатского турнира Брешиано стал объектом внимания английского клуба «Манчестер Сити», клубы уже договорились на покупку игрока за 5 млн фунтов с подписанием 4-летнего контракта, однако на завершающей стадии переговоров «Палермо» не согласился на условия английской команды в постепенной оплате трансфера игрока. Потому Брешиано вернулся в «Палермо», в котором сначала потерял место в стартовом составе, но затем вернул его.
13 мая 2010 года Брешиано подписал двухгодичный контракт с аравийским клубом «Аль-Наср». Однако позже эта информация не подтвердилась. 3 июня Брешиано перешёл в «Лацио», подписав контракт на 2 года с заработной платой в 1 млн евро в год. В августе 2011 года Брешиано расторг контракт с «Лацио».
16 августа 2011 года Брешиано подписал годичный контракт с клубом «Аль-Наср» из Дубая.

## Достижения
- Обладатель Кубка наций ОФК (1): 2004

## Интересные факты
Правильное именование его имени Марк, хотя его часто зовут Марко.
Марк Брешиано: В Австралии, моё имя Марк. В Италии Марко. Решите что-то одно. Мое свидетельство о рождении говорит что моё имя Марк. Но меня называют в честь моего дедушки Марко. Мне нравится имя Марко, но не Марк-О. Хотя я предпочитаю Марка.
Отец Брешиано итальянец, а мать — хорватка, у него есть младший брат Роберто, который тоже является футболистом. Брешиано женат на Рене Капитанио, они сыграли свадьбу в мае 2006 года в Хейдельберге (Мельбурн), а в феврале 2007 у пары родилась дочь Алессия.

## Статистика

### Клубная
| Матчи Брешиано за клубы (на 1 июля 2010) | Матчи Брешиано за клубы (на 1 июля 2010) | Матчи Брешиано за клубы (на 1 июля 2010) | Матчи Брешиано за клубы (на 1 июля 2010) | Матчи Брешиано за клубы (на 1 июля 2010) | Матчи Брешиано за клубы (на 1 июля 2010) | Матчи Брешиано за клубы (на 1 июля 2010) | Матчи Брешиано за клубы (на 1 июля 2010) | Матчи Брешиано за клубы (на 1 июля 2010) | Матчи Брешиано за клубы (на 1 июля 2010) |
| Клуб                                     | Сезон                                    | Чемпионат                                | Чемпионат                                | Кубок                                    | Кубок                                    | Еврокубки                                | Еврокубки                                | Всего                                    | Всего                                    |
| Клуб                                     | Сезон                                    | Игры                                     | Голы                                     | Игры                                     | Голы                                     | Игры                                     | Голы                                     | Игры                                     | Голы                                     |
| ---------------------------------------- | ---------------------------------------- | ---------------------------------------- | ---------------------------------------- | ---------------------------------------- | ---------------------------------------- | ---------------------------------------- | ---------------------------------------- | ---------------------------------------- | ---------------------------------------- |
| Буллин Лайонс                            | 1995                                     | 1                                        | 0                                        | -                                        | -                                        | -                                        | -                                        | 1                                        | 0                                        |
| Буллин Лайонс                            | 1996                                     | 4                                        | 0                                        | 2                                        | 0                                        | -                                        | -                                        | 6                                        | 0                                        |
| Буллин Лайонс                            | 1997                                     | 4                                        | 4                                        | 4                                        | 1                                        | -                                        | -                                        | 8                                        | 5                                        |
| АИС                                      | 1997                                     | 0                                        | 0                                        | -                                        | -                                        | -                                        | -                                        | -                                        | -                                        |
| Карлтон                                  | 1997-98                                  | 10                                       | 2                                        | 4                                        | 1                                        | -                                        | -                                        | 14                                       | 3                                        |
| Карлтон                                  | 1998-99                                  | 18                                       | 4                                        | -                                        | -                                        | -                                        | -                                        | 18                                       | 4                                        |
| Эмполи                                   | 1999-00                                  | 17                                       | 2                                        | -                                        | -                                        | -                                        | -                                        | 17                                       | 2                                        |
| Эмполи                                   | 2000-01                                  | 30                                       | 5                                        | 1                                        | 1                                        | -                                        | -                                        | 31                                       | 6                                        |
| Эмполи                                   | 2001-02                                  | 33                                       | 10                                       | -                                        | -                                        | -                                        | -                                        | 33                                       | 10                                       |
| Парма                                    | 2002-03                                  | 24                                       | 0                                        | -                                        | -                                        | 1                                        | 0                                        | 25                                       | 0                                        |
| Парма                                    | 2003-04                                  | 33                                       | 8                                        | -                                        | -                                        | 2                                        | 0                                        | 35                                       | 8                                        |
| Парма                                    | 2004-05                                  | 34                                       | 3                                        | -                                        | -                                        | 9                                        | 0                                        | 43                                       | 3                                        |
| Парма                                    | 2005-06                                  | 32                                       | 8                                        | -                                        | -                                        | -                                        | -                                        | 32                                       | 8                                        |
| Палермо                                  | 2006-07                                  | 34                                       | 6                                        | 1                                        | 0                                        | 4                                        | 0                                        | 39                                       | 6                                        |
| Палермо                                  | 2007-08                                  | 26                                       | 1                                        | 2                                        | 0                                        | 2                                        | 0                                        | 28                                       | 1                                        |
| Палермо                                  | 2008-09                                  | 26                                       | 4                                        | 0                                        | 0                                        | 0                                        | 0                                        | 27                                       | 4                                        |
| Палермо                                  | 2009-10                                  | 21                                       | 1                                        | 2                                        | 1                                        | 0                                        | 0                                        | 22                                       | 2                                        |

### Международная
| Матчи Брешиано за сборную Австралии | Матчи Брешиано за сборную Австралии | Матчи Брешиано за сборную Австралии | Матчи Брешиано за сборную Австралии |
| Сборная                             | Год                                 | Игры                                | Голы                                |
| ----------------------------------- | ----------------------------------- | ----------------------------------- | ----------------------------------- |
| Австралия U-17                      | 1997                                | 5                                   | 5                                   |
| Австралия U-20                      | 1998                                | 4                                   | 0                                   |
| Австралия U-20                      | 1999                                | 3                                   | 0                                   |
| Австралия U-23                      | 1998                                | 3                                   | 0                                   |
| Австралия U-23                      | 1999                                | 4                                   | 0                                   |
| Австралия U-23                      | 2000                                | 8                                   | 0                                   |
| Австралия                           | 2001                                | 6                                   | 0                                   |
| Австралия                           | 2002                                | 0                                   | -                                   |
| Австралия                           | 2003                                | 3                                   | 1                                   |
| Австралия                           | 2004                                | 6                                   | 3                                   |
| Австралия                           | 2005                                | 7                                   | 3                                   |
| Австралия                           | 2006                                | 9                                   | 1                                   |
| Австралия                           | 2007                                | 7                                   | 1                                   |
| Австралия                           | 2008*                               | 2                                   | 1                                   |
| Всего                               |                                     | 40                                  | 10                                  |